# Богдановский, Константин Викторович
Константин Викторович Богдановский (род. 9 мая 1983, Ленинград) — российский хоккеист, нападающий. Мастер спорта России. Тренер.

## Биография
В 1981—1982 годах за ленинградский «Ижорец» играл Виктор Богдановский 1960 г. р.. Константин Богдановский — воспитанник петербургского СКА. Начинал карьеру в сезоне 1999/2000 в составе «СКА-2». В следующем сезоне на турнире вторых сборных выступал за команду Санкт-Петербурга, по итогам которого главный тренер СКА Рафаил Ишматов взял Богдановского и ряд игроков в команду. За три сезона (2000/01 — 2001/02, 2003/04) провёл в РХЛ и Суперлиге 28 матчей. В сезонах 2002/03, 2004/05 играл в высшей лиге за петербургский «Спартак» из-за «звёздной болезни». Затем, по собственным словам снизил к себе требования и оказался в минском «Динамо» из чемпионата Белоруссии. В конце сезона 2006/07 получил тяжёлую травму колена. В конце следующего сезона играл за ХК «Гомель». Вернулся в Россию и в следующем сезоне выступал за ХК «Дмитров», который тренировал Андрей Сидоренко, за год до этого возглавлявший минское «Динамо». Сезон 2009/10 провёл в нефтекамском «Торосе». Сезон 2008/09 КХЛ начал в новосибирской «Сибири», подписав двухлетний контракт. 13 января 2012 был обменян в екатеринбургский «Автомобилист» на право выбора во втором раунде драфта юниоров-2013.
Затем играл в ВХЛ за команды «Торос» (2012/13 — 2014/15), «Рубин» Тюмень (2014/15, 2016/17), «СКА-Нева» СПб (2015/16). В середине декабря 2016 года прибыл в белорусский «Неман» Гродно. По окончании следующего сезона покинул команду и завершил карьеру.
В сезонах 2018/19 — 2020/21 — тренер юношеских команд СКА. Перед сезоном 2020/21 вошёл в тренерский штаб команды МХЛ «Амурские тигры» Хабаровск. 1 декабря 2022 года был назначен исполняющим обязанности главного тренера после отставки Анатолия Степанова.

### Достижения
- Чемпион Белоруссии (2007, 2017, 2018)
- Серебряный призёр чемпионата Белоруссии (2006)
- Обладатель Кубка Белоруссии (2005, 2006)
- Чемпион ВХЛ (2013)
- Серебряный призёр ВХЛ (2010, 2014)
- Бронзовый призёр ВХЛ (2009)[10]